# Cognoscitivismo
El cognoscitivismo es una teoría del conocimiento orientada a la comprensión de las cosas basándose en la percepción de los objetos y de las relaciones e interacciones entre ellos. El cognoscitivismo establece que la apreciación de la realidad es adecuada cuando se pueden establecer relaciones entre las entidades. El cognoscitivismo es la forma tradicional de enseñanza de las matemáticas y la lógica. El cognoscitivismo ha demostrado ser insuficiente para la enseñanza de las humanidades y la historia.[cita requerida]

## Definición
En el cognoscitivismo —conocido fuera de España, en el ámbito de la psicología, como constructivismo (aunque esto puede ser discutible)—, el aprendizaje se realiza mediante la relación de diversos aspectos registrados en la memoria, independientemente que hayan ocurrido en tiempos y espacios distintos, pueden hacerse converger para producir un nuevo conocimiento producto de la razón, y de la lógica.
Es una teoría que es representada por diversos autores tales como Jean Piaget, David P. Ausubel, Lev Vygotski, entre otros, donde se establece que el aprendiz construye sus conocimientos en etapas, mediante una reestructuración de esquemas mentales, diría Piaget, que el alumno pasa por etapas como asimilación, adaptación y acomodación, llegando a un estado de equilibrio, anteponiendo un estado de desequilibrio, es decir es un proceso de andamiaje, donde el conocimiento nuevo por aprender a un nivel mayor debe ser altamente significativo y el alumno debe mostrar una actitud positiva ante el nuevo conocimiento, y la labor básica del docente en crear situaciones de aprendizaje, es decir se debe basar en hechos reales para que resulte significativo. Por lo cual el cognoscitivismo es la teoría que se encarga de estudiar los procesos de aprendizaje por los que pasa un estudiante.

## Historia de la revolución cognitiva
Immanuel Kant (1724 – 1804) fue un filósofo y educador alemán (prusiano), educado en la doctrina de Wolff, pero que en cierto momento de su vida conoce la obra del empirista David Hume y le preocupa que su escepticismo dé al traste con algo que él consideraba una verdad absoluta: las leyes de la mecánica de Newton, por tal razón se da a la tarea de sustentar cómo es posible construir un conocimiento cierto del mundo y en su monumental obra Crítica de la razón pura descubre la existencia de los juicios sintéticos a priori, que son aquellos donde el predicado no está incluido en el sujeto y son anteriores a la experiencia. 
En sus indagaciones filosóficas Kant identifica los juicios sintéticos a –priori que hacen posible la experiencia de los objetos del mundo; tales juicios son de dos tipos: los juicios estéticos que hacen posible el conocimiento matemático y son los de “espacio” y “tiempo”, y los juicios analíticos, que hacen posible el conocimiento de los objetos del mundo y son las mismas categorías aristotélicas de cantidad, calidad, relación y modo. Estos juicios sintéticos a priori no son innatos, solo anteriores y posibilitadores de la experiencia de las cosas del mundo. Por tal razón a Kant se le considera un filósofo de la tradición racionalista.
La influencia del racionalismo se hará sentir en la teoría cognitiva en su preferencia por las explicaciones centralistas más que ambientalistas, en su preferencia por explicar el aprendizaje con base en las estructuras mentales acumuladas por el individuo en su experiencia.
El conductismo del modelo E-R enfatiza la existencia de conexiones sencillas y directas entre los estímulos y las respuestas. Para los cognoscitivistas parece obvio que entre el estímulo y la respuesta está el organismo, que es el que responde, y que el estímulo que llega a la persona es recibido, codificado, analizado, comparado contra la información ya existente, almacenado y transformado antes de salir como respuesta. Así, para los cognoscitivistas sí importa la caja misterio. Lo que sucede en el organismo no puede ser directamente observado, sino inferido de las relaciones que se observan entre estímulos y respuestas. Para entender y explicar los fenómenos que observan en forma indirecta, construyen “modelos” o constructos de las estructuras y procesos no observables que adquieren sentido a partir de sus observaciones. El objetivo, entonces, es reunir las observaciones que parecen exigir una interpretación acorde con un modelo específico de procesos cognoscitivos. Por otra parte, algunos autores enfatizan el carácter activo del sujeto, como una actividad humana, capaz de buscar, elegir, planear y corregir de acuerdo con un propósito específico. Señalan que esta actividad procesadora genera información adicional a la que proviene del propio estímulo y que está en función de múltiples factores.